# 朱范

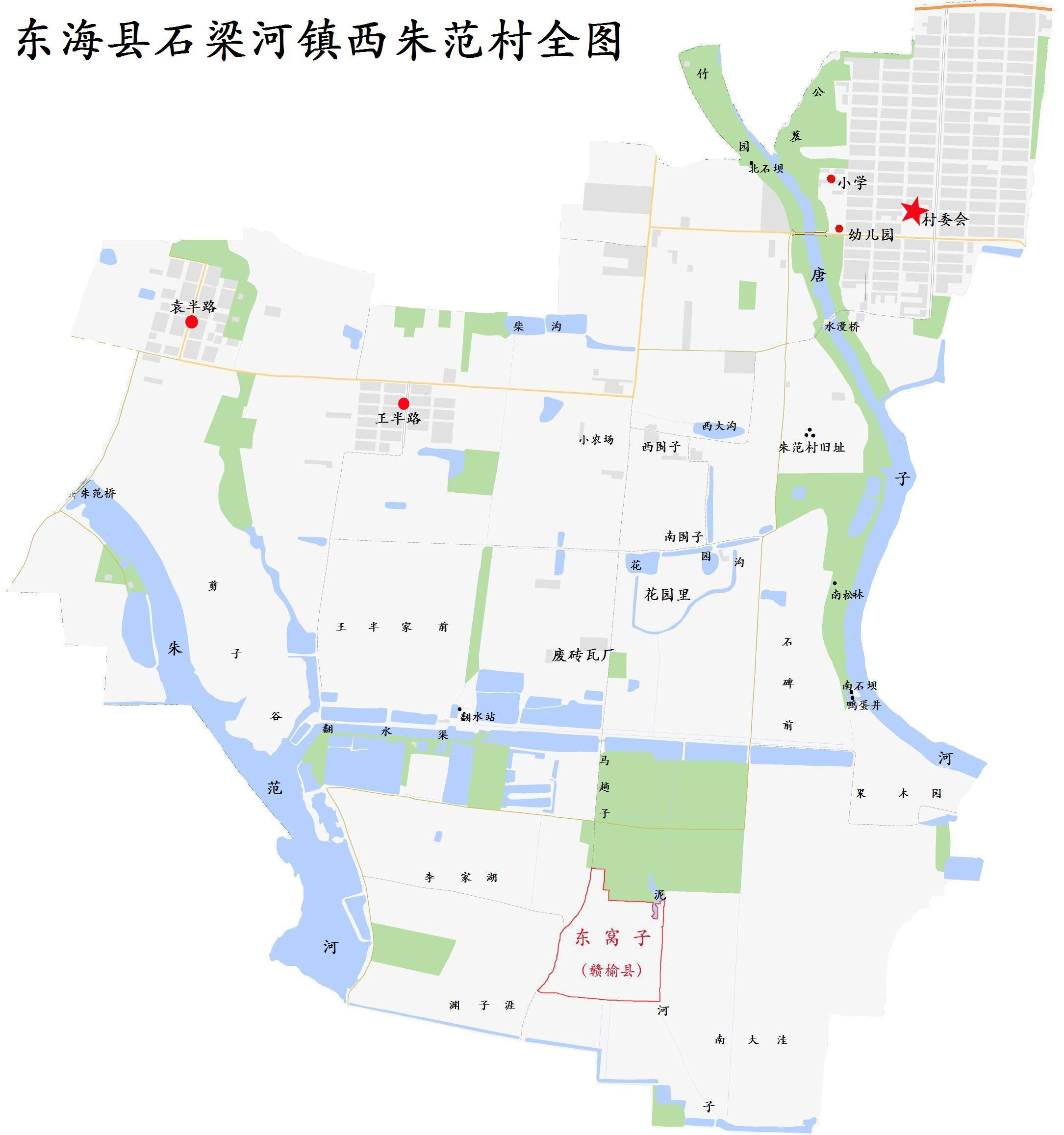
朱范地图

朱范（Zhufan，普通话读音：zhūfàn，本地方言：zhūf 或 Juf)，亦称西朱范，属江苏省东海县石梁河镇，位于赣榆县班庄镇境内，东北部和西南部一小部分与山东省接壤，南临石梁河水库，东部有唐子河，西部有朱范河穿过全境。
有三个自然村构成：王朱范、王半路（本地方言：Wang Banl）、袁半路（本地方言：Yuan Banl），村委会位于王朱范村。全村共分成七个村民小组，王朱范村分为五个村民小组，即一~五组；王半路为六组，袁半路为七组。
邮政编码：222133
电话区号：0518

## 地理

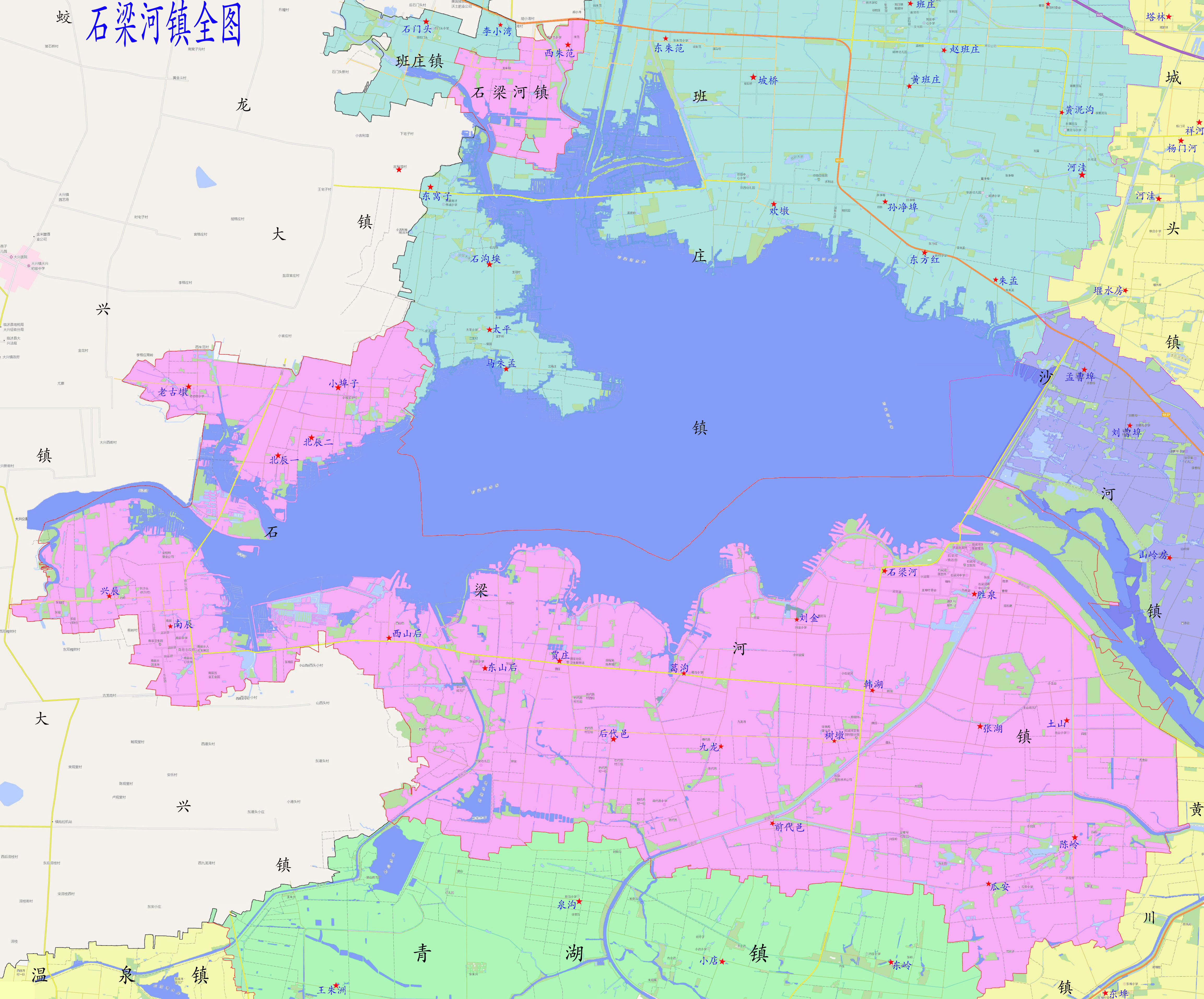
朱范村位置

位于北纬34o49'23.21"~34o50'50.60"，东经118o46'38.63"~118o47'58.35"之间，与东海县的本部并不接壤，为赣榆县的村庄与东海县本部隔开，两者之间亦无直接道路相连通。全村土地面约3.5平方公里，主要是由朱范河和唐子河两河冲击所形成的小平原，土壤肥沃。无矿产资源。

### 自然环境
土壤主要为黄色砂壤。植被属温带落叶阔叶林区南端，以人为植被为主，自然落叶阔叶林。植物有169科657属1062种；动物有16纲，以水生动物与家畜禽为主。
气候属暖温带季风气候，春（3～5月）、夏（6～8月）、秋（9～11月）、冬（12～2月）四季分明。夏季属海洋性气候，冬季带有大陆性气候特征。全年多风，以偏东风为主；日照，降水充足。1月平均气温 −0.3 ℃，7月平均气温 26.3 ℃，年平均气温 13.6 ℃。

### 水文
全村湖泊河流众多，但湖泊多为小型人工湖泊。河流主要有唐子河和朱范河。
唐子河位于村东部，为本村与赣榆县的界河。此河主流发源于临沭县玉山镇唐岭东，由北至南至327国道进入村境，并在村部西与发源于赣榆县夹谷山的支流相汇后东南而下，东南至班庄镇孟家岭汇入石梁河水库。
朱范河位于村西南，有两源，支流源于临沭县城北苍马山，亦称朱范河，主流与唐子河发源地相近。两支流于蛟龙镇境内相汇，东南流至班庄镇石门村东进入本村袁半路境内。最后于班庄镇东窝子村汇入石梁河水库。
历史上在未修筑石梁河水库前，朱范河流至董家湾后又称董家湾河，东南流至班庄镇三角汪与唐子河相会后即称大沙河。大沙河曾为赣榆县西南部主要河流，至今东海县石梁河镇与源自山东境内的石梁河相会，最终至临洪口入海。自1940年代以来治理沭河，导沭河借用石梁河、大沙河故道入海。及石梁河水库修建后，大沙河一名消失，由新沭河代替。

### 自然灾害
- 涝灾：涝灾多发生于夏至到处暑之间。东南部低洼地区由于地区由于石梁河水库蓄水等原因常年受到涝灾。
- 旱灾：一般年降水量小于蒸发量，加之降水集中，造成大量径流流失，同时由于几乎没有水利设施，每年春秋两纪干旱几率非常高。
- 地震：清康熙七年六月十七日（1668年7月25日），郯庐断裂带发生8.5级郯城大地震，之后发生过有感地震17次。1975～1984年间，发生0.5～1.7级无感小震5次。

## 交通
327国道贯穿北境，西距山东省临沭县县城16公里，东距市区新浦52公里，交通较为便利。唯与东海县本部地区交通不便，需绕道赣榆县沙河镇或临沭县县城。近年有班车可通东海县县城。近几年有班车可直达东海县城，途经班庄、欢墩、石梁河与青湖等乡镇。

## 经济
全村主要以农业种植为主，主要农作物有小麦、花生、玉米、水稻，亦种植少量杂粮，养殖业主要有淡水鱼、肉鸡、猪等养殖为主。工业门类及产品极少，主要为建材中的水泥制品及木皮，基本上为初级加工产品。村民收入来源主要以农业种植和外出务工为主。

## 人口
约3000人，全部为汉族，以王姓人口居多，约占全村85%以上，其他姓氏还有朱姓、相姓、袁姓、刘姓、徐姓、李姓、吕姓等。

## 文教卫生
本村文教卫生方面较为落后，村民文化水绝大多数为高中以下。村设有小学有一所，卫生室一所。村民子女到初中时须至30多华里外乡驻地南辰乡就读，路途较远，且多为田间荒野小路，较为危险。
1985年之前，有初一、初二两个年级两个班，附设于小学内，初三时至南辰中学就读。后撤销。1988——1993，设立朱范联中，前后共五届学生，后撤销。
村小学设立1940年代，初设于地主家的院内。1984年搬迁至此，目前之校舍建于1983年。

## 语言
属中原官话中徐淮片向胶辽官话青州片过渡地带，语速一般比周边地区的较快。

## 历史

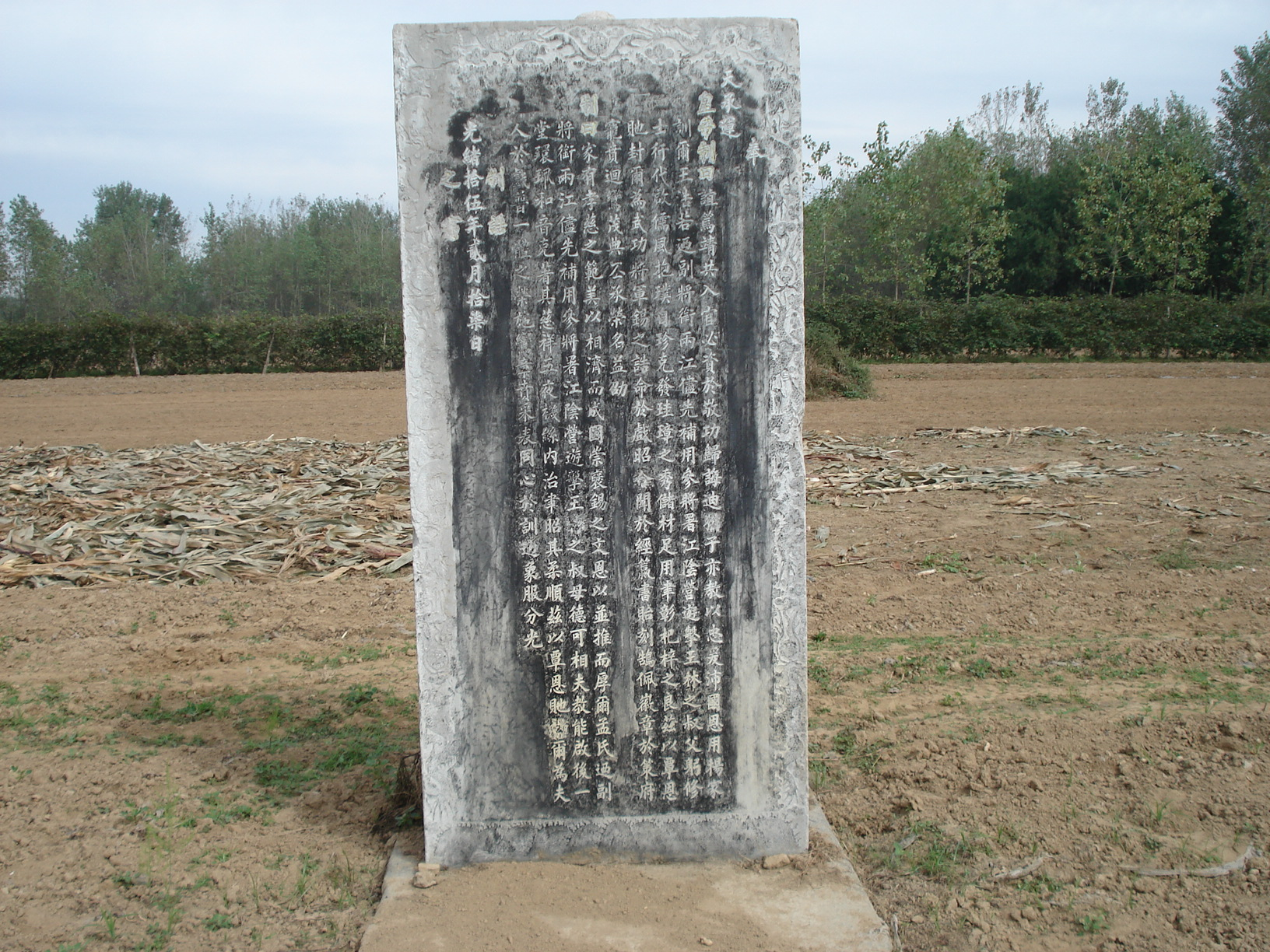
清代石刻

历史上朱范位于朱范河两岸，河西称“西朱范”，河东称“东朱范”。西朱范西北部的利城村和东北部的古城村分别是汉代利城县和祝其县的县治。传说早期居民以范姓人为主，后朱姓人迁入，因此村名为朱范。约明代中期，王姓人迁入，村名亦改为王朱范。
西汉时期，此地属利城县辖境，属东海郡；东汉时期属于东海国。三国两晋时期归属不变。
南北朝时，北魏占领刘宋淮北地区，此地纳入北魏版图，属于北徐州琅琊郡；之后不变。
唐代，利城祝其二县撤销，并入怀仁县（今江苏赣榆县西部），此地转入怀仁县境。
明代，此地归为南直隶淮安府赣榆管辖；
清代，此地属沂州府兰山县辖境。
民国时废府，属山东省兰山县，后兰山县改为临沂县，归属不变，属临沂县临沭乡（第五区）；
1940年代，抗日战争时期该村为八路军滨海区的重要根据地，八路军115师师部即设于该村，属于革命老区。中共高级领导人刘少奇亦曾在此村驻扎半年之久。
1949年后属山东省临沭县蛟龙地区。
1956年3月，临沭县撤销，归莒南县管辖；
1961年临沭县恢复，重归临沭县。1960年代，因躲避洪水，西朱范村民迁至李小湾西北部岭上；东朱范村民中姚姓人北迁至现居住地，其他姓氏的村民则迁至更远的东部。姚姓人组成了姚朱范，而其他称为徐朱范或东朱范，同属临沭县蛟龙地区朱范公社。同年因西朱范因新址房屋质量粗糙低劣，绝大多数在夏季暴风雨中倒塌毁坏，村民不得不搬回旧址。
1971年，因石梁河水库蓄水，为解决库区管理总是，水库周边原山东村镇划入江苏，其中朱范公社下辖的西朱范、东朱范、李小湾、王半路、袁半路、姚朱范划入赣榆县。而西朱范及其所辖的王半路、袁半路划归与其不相邻的东海县。两村仍自称朱范。2000年后，姚朱范与徐朱范合并，称朱范或东朱范
1970年代末，石梁河水库管委会撤销，成立南辰公社，朱范归属不变；
1982年代初，王朱范村整体向东北迁移至朱范河河东、327国道以南地区，1984年基本搬迁完毕。王半路则在旧址西部建设新住址；袁半路则在旧址东部建设新住址。
2013年2月，南辰乡撤销，整体并入石梁河镇，朱范归属石梁河镇。